# San Mariano (Isabela)
San Mariano é um município de  primeira classe de renda municipal (d) na província Isabela, nas Filipinas. De acordo com o censo de 1 de maio  de  2020 possui uma população de 60 124 pessoas e 14 448 domicílios.